# Raymond Kurzweil
Raymond Kurzweil (New York, 12 febbraio 1948) è un inventore, informatico e saggista statunitense.
È un pioniere nei campi del riconoscimento ottico dei caratteri, nel text-to-speech, nelle tecnologie sul riconoscimento del parlato e degli strumenti musicali a tastiera elettronici. È autore di numerosi libri sulla salute, l'intelligenza artificiale, il transumanesimo e la singolarità tecnologica. Sua l'idea di dare alle tastiere la possibilità di simulare realisticamente il pianoforte aggiungendo alla simulazione del suono della corda i rumori prodotti dal corpo del piano. Dal 2012, è impiegato da Google, come "director of engineering".

## Biografia

### Periodo giovanile
Ray Kurzweil crebbe nel quartiere newyorkese di Queens. Nacque nel 1948 da genitori di formazione laica ebraica fuggiti dall'Austria appena prima dello scoppio della seconda guerra mondiale e si trovò esposto durante la crescita, attraverso l'Universalismo Unitario, ad una molteplicità di diverse credenze religiose. Il padre era un musicista e compositore e la madre un'artista visuale. Lo zio, un ingegnere presso i Bell Labs, impartì al giovane Ray i fondamenti dell'informatica. In gioventù fu un avido lettore di fantascienza. Nel 1963, all'età di quindici anni, scrisse il suo primo programma per un computer. Progettato per elaborare dati statistici, il programma fu poi utilizzato dai ricercatori dell'IBM.
Successivamente, al liceo, creò un programma con un sofisticato pattern recognition (riconoscimento di modelli) che analizzava le opere di compositori classici e successivamente poteva sintetizzare dei pezzi propri con stili simili. Le prestazioni di questa invenzione furono talmente notevoli che nel 1965 fu invitato ad apparire nel programma televisivo della CBS I've Got a Secret, in cui eseguì al piano un pezzo composto da un computer di sua costruzione. Successivamente quell'anno vinse il primo premio all'Esposizione Scientifica Internazionale delle Invenzioni, fu selezionato dalla Westinghouse Talent Search e ricevette le congratulazioni personali del presidente Lyndon B. Johnson durante una cerimonia alla Casa Bianca.

### Anni della maturità
Nel 1968, al suo primo anno al MIT, Kurzweil aprì un'azienda che utilizzava un programma per computer per ottimizzare l'abbinamento degli studenti di scuola superiore alle università. Il programma, denominato Select College Consulting Program, era progettato da lui stesso e confrontava migliaia di diversi criteri relativi a ciascuna università con le risposte a questionari ricevuti con la domanda di ammissione da ogni studente.
All'età di 20 anni vendette la società alla Harcourt, Brace & World per $100 000 (approssimativamente $500 000 in valuta del 2006) oltre alle royalties. Conseguì la laurea in informatica e letteratura nel 1970 dal MIT.
Nel 1974, Kurzweil fondò una nuova società, la Kurzweil Computer Products, Inc. e diresse lo sviluppo del primo sistema di riconoscimento di caratteri denominato omni-font: un programma in grado di riconoscere testo scritto con qualsiasi carattere. Prima di allora, gli scanner erano in grado solo di leggere testo scritto con pochi tipi di caratteri. Decise che la migliore applicazione di questa tecnologia sarebbe stata creare una macchina per la lettura automatica che avrebbe consentito a persone non vedenti di comprendere testi scritti, grazie ad un computer che li avrebbe letti ad alta voce. Peraltro, un simile apparecchio richiedeva allora l'invenzione di due tecnologie fondative: lo scanner piano CCD ed il sintetizzatore vocale da testo a parlato. Sotto la sua direzione fu completato lo sviluppo di queste tecnologie e, il 13 gennaio 1976, il prodotto finito fu svelato durante una conferenza stampa condotta da lui e dai dirigenti della Federazione Nazionale Ciechi. Denominata "Macchina da lettura di Kurzweil" (Kurzweil Reading Machine), l'apparecchiatura occupava un'intera scrivania. Questo gli valse un ampio riconoscimento: il giorno in cui la macchina fu mostrata, Walter Cronkite la utilizzò per pronunciare il suo abituale slogan di fine trasmissione "And that's the way it is, January 13, 1976." Mentre ascoltava The Today Show, il musicista Stevie Wonder udì una dimostrazione dell'apparecchio ed acquistò il primo esemplare di produzione della Kurzweil Reading Machine, dando inizio ad un'amicizia tra i due durata una vita.
Secondo ex dipendenti della Kurzweil Computer Products, il progettista della Kurzweil Reading Machine fu l'ingegnere Richard Brown, allora dipendente della KCP.
La successiva importante iniziativa d'affari di Kurzweil iniziò nel 1978, quanto la Kurzweil Computer Products iniziò a vendere una versione commerciale del programma di riconoscimento ottico dei caratteri. LexisNexis fu uno dei primi clienti, ed acquistò il programma per acquisire documenti legali e di informazione nei suoi nascituri database online.
Due anni dopo, Kurzweil vendette la sua società alla Xerox, interessata a proseguire la commercializzazione della conversione automatica di testo da documenti a computer. La Kurzweil Computer Products divenne una sussidiaria della Xerox, inizialmente conosciuta come Scansoft e attualmente presente come Nuance Communications, mentre lui operò come consulente per la prima fino al 1995.
La successiva impresa commerciale di Kurzweil fu nell'ambito della tecnologia della musica elettronica. Dopo un incontro del 1982 con Stevie Wonder, nel quale quest'ultimo lamentò il divario tra le possibilità e qualità dei sintetizzatori elettronici e quelle degli strumenti musicali tradizionali, Kurzweil ebbe l'ispirazione di creare una nuova generazione di sintetizzatori musicali in grado di riprodurre realisticamente i suoni di veri strumenti. La Kurzweil Music Systems fu fondata quello stesso anno e, nel 1984, fu lanciato il Kurzweil K250: la macchina era in grado di imitare numerosi strumenti e nel corso dei test dei musicisti non furono in grado di percepire la differenza tra la riproduzione di un pianoforte da parte del Kurzweil K250 e quella di un vero pianoforte a coda. Le possibilità di mixaggio e registrazione dell'apparecchio, insieme alla capacità di imitare diversi strumenti resero possibile ad un singolo utilizzatore comporre ed eseguire un intero pezzo orchestrale.
La Kurzweil Music Systems fu venduta al costruttore coreano di strumenti musicali Young Chang nel 1990. Come con Xerox, Kurzweil rimase come consulente per diversi anni.

### Gli anni recenti
Contemporaneamente alla Kurzweil Music Systems, Kurzweil creò la Kurzweil Applied Intelligence (KAI) con lo scopo di sviluppare sistemi di riconoscimento vocale per uso commerciale. Il primo prodotto, lanciato nel 1987, fu nel mondo il primo programma di riconoscimento vocale con un ampio vocabolario e diede la possibilità ad utilizzatori umani di dettare ai propri computer per mezzo di un microfono, ottenendo la trascrizione del loro parlato in testo scritto. Successivamente la società combinò la tecnologia di riconoscimento vocale con sistemi esperti medicali per creare la linea di prodotti Kurzweil VoiceMed (oggi chiamati Clinical Reporter), che consentono ai medici di redigere referti parlando anziché scrivendo. La KAI esiste tuttora con il nome di Nuance Communications. 
Kurzweil avviò la Kurzweil Educational Systems nel 1996 per sviluppare tecnologie computerizzate basate su riconoscimento di modelli per aiutare persone con disabilità come cecità, dislessia e deficit di attenzione da iperattività (ADD) in ambito scolastico. Questi prodotti comprendono il programma convertitore da testo a parlato Kurzweil 1000, che consente ad un computer di leggere testo elettronico o scansionato a beneficio di persone non vedenti o con visione ridotta, ed il programma Kurzweil 3000 che è un sistema multifunzione per l'ausilio nella lettura, scrittura e capacità di studio.
Negli anni novanta Kurzweil fondò la Medical Learning Company. I prodotti della società comprendevano un programma interattivo di istruzione per i medici ed un paziente simulato da un computer. Più o meno nello stesso periodo, Kurzweil avviò KurzweilCyberArt.com, un sito web che offriva programmi per supportare il processo creativo artistico. Il sito offriva il download gratuito di un programma chiamato AARON, un sintetizzatore di arte visiva sviluppato da Harold Cohen, e del "Poeta Cibernetico di Kurzweil" ("Kurzweil's Cybernetic Poet"), in grado di creare poesie in modo automatico. In quel periodo avviò anche KurzweilAI.net, un sito dedicato alla divulgazione di sviluppi scientifici che pubblicizzava le idee tanto di pensatori che di critici dell'alta tecnologia e che promuoveva una discussione di orientamento futurista aperta a non addetti ai lavori e appassionati attraverso il forum Mind-X.
Nel 1999, Kurzweil lanciò un hedge fund chiamato "FatKat" (Financial Accelerating Transactions from Kurzweil Adaptive Technologies), che fu commercializzato nel 2006. Ha affermato che lo scopo ultimo era di migliorare le capacità del programma di investimenti della FatKat's A. I., accrescendo la sua capacità di "riconoscere andamenti nelle tendenze di fluttuazione cambiaria e di movimentazione azionaria" Nel suo libro del 1999, The Age of Spiritual Machines, pronosticò che i computer un giorno si sarebbero rivelati superiori alle migliori menti finanziarie umane nel prendere vantaggiose decisioni di investimento. Nel 2001 la band rock canadese Our Lady Peace distribuì un album, intitolato Spiritual Machines, basato sul libro di Kurzweil. Nell'album compare la voce di Kurzweil mentre legge estratti del suo libro.
Nel giugno del 2005 Kurzweil presentò il "Kurzweil-National Federation of the Blind Reader" (K-NFB Reader), un dispositivo tascabile costituito da una telecamera digitale ed un computer. Come la Kurzweil Reading Machine di quasi 30 anni prima, il K-NFB Reader è progettato per aiutare persone non vedenti leggendo testo ad alta voce. Il nuovo dispositivo è però portatile ed acquisisce il testo mediante immagini digitali, mentre la vecchia apparecchiatura era ingombrante e scansionava il testo mediante uno scanner piano.
Nel 2010 Kurzweil ha realizzato un film intitolato The Singularity is Near: A True Story About the Future, basato, in parte, sul suo libro del 2005 The Singularity Is Near. In parte finzione, in parte realtà, intervista 20 grandi pensatori come Marvin Minsky, insieme ad una narrazione collaterale che illustra alcune delle idee espresse in cui un avatar computerizzato (Ramona) salva il mondo da microscopici robot autoreplicanti.
Oltre al film di Kurzweil è stato realizzato un documentario indipendente su Kurzweil, la sua vita e le sue idee, dal titolo Transcendent Man. I produttori Barry and Felicia Ptolemy hanno seguito Kurzweil, documentando il suo tour mondiale di conferenze. In anteprima nel 2009 al Tribeca Film Festival, Transcendent Man documenta lo sforzo di Kurzweil di rivelare il destino finale dell'umanità ed esplora molte delle idee che si trovano nel suo bestseller del New York Times The Singularity is Near, tra cui il suo concetto di crescita esponenziale, espansione radicale della vita e di come finiremo con il trascendere la nostra biologia. Gli Ptolemy hanno documentato lo scopo asserito da Kurzweil's di recuperare per mezzo dell'intelligenza artificiale il padre morto. Il film cita anche posizioni critiche nei confronti delle predizioni di Kurzweil.
Kurzweil ha rivelato durante un'intervista del 2006 di essere al lavoro su un nuovo libro sul funzionamento interno del cervello umano e su come ciò potrebbe essere applicato per creare un'Intelligenza Artificiale.
Durante un'intervista per il numero di febbraio 2009 della rivista Rolling Stone, Kurzweil ha espresso il desiderio di realizzare una copia genetica del padre deceduto, Fredric Kurzweil, da DNA recuperato dalla sua tomba. Questo si dovrebbe ottenere mettendo all'opera vari nanorobot per recuperare campioni di DNA dalla tomba, realizzando un clone di Fredric e recuperando ricordi e memorie del padre dal cervello di Ray.
Nel 2001 ha vinto il Premio Lemelson-MIT.

## Libri
Il primo libro di Kurzweil, The Age of Intelligent Machines, fu pubblicato nel 1990. L'opera discute la storia dell'Intelligenza Artificiale (IA) e formula previsioni su probabili sviluppi futuri. Altri esperti nel campo dell'IA contribuiscono pesantemente all'opera con dei saggi. L'Associazione degli Editori Americani (Association of American Publishers gli conferì lo stato di "Più significativo libro di informatica" (Most Outstanding Computer Science Book) del 1990.
Successivamente, Kurzweil pubblicò nel 1993 un discusso libro sulla nutrizione intitolato The 10% Solution for a Healthy Life (La soluzione 10% per una vita sana". L'idea principale del libro è che elevati livelli di assunzione di grassi siano la causa di numerose disturbi frequenti negli Stati Uniti e che perciò ridurre il consumo di grassi al 10% del totale delle calorie consumate sarebbe ottimale per la maggior parte delle persone.
Nel 1998 Kurzweil pubblica The Age of Spiritual Machines, che si concentra nell'approfondimento delle sue teorie sul futuro della tecnologia, che a loro volta partono da sue analisi delle tendenze a lungo termine dell'evoluzione biologica e tecnologica. Buona parte si concentra sul percorso verosimile dello sviluppo dell'intelligenza artificiale e delle future architetture dei computer.
Il successivo libro di Kurzweil, pubblicato nel 2004, torna sull'argomento della salute e nutrizione umana. Fantastic Voyage: Live Long Enough to Live Forever; fu scritto in collaborazione con Terry Grossman, un medico orientato alle medicine alternative.
The Singularity Is Near ("La Singolarità è vicina") fu pubblicato nel 2005. Del libro è stato realizzato il film Transcendent Man con Pauley Perrette (NCIS), pubblicato nel 2011.
Nel febbraio del 2007 la Ptolemaic Productions acquisisce i diritti per The Singularity is Near, The Age of Spiritual Machines and Fantastic Voyage come pure i diritti sulla vita e le idee di Kurzweil per il film Transcendent Man.
Il libro successivo di Kurzweil, Transcend: Nine Steps to Living Well Forever, un proseguimento di Fantastic Voyage, viene pubblicato il 28 aprile 2009.
A ciò segue How The Mind Works and How To Build One. Ad aprile 2013 è stata pubblicata la traduzione italiana del suo ultimo volume How to Create a Mind, a cura di Apogeo editore, Milano dal titolo Come creare una mente.

## Coinvolgimento con futurismo e transumanismo
Dopo molti anni seguendo le tendenze dell'industria dei computer, Kurzweil ebbe un'illuminazione: il ritmo di innovazione dei computer non stava aumentando linearmente bensì esponenzialmente. Partendo da qui, sviluppò un metodo di previsione dell'andamento dello sviluppo tecnologico. Da scienziato dei computer, Kurzweil comprese inoltre come non vi siano ragioni tecniche per cui questo tipo di rapporto costi/prestazioni non possa proseguire anche durante il XXI secolo.
Poiché la crescita in tanti campi della scienza e della tecnologia dipende dalla capacità di calcolo, gli incrementi di questa si traducono in incrementi della conoscenza umana e di scienze non basate sui computer come le nanotecnologie, le biotecnologie e la scienza dei materiali. Considerando la corrente crescita esponenziale delle capacità dei computer, ciò significa che molte nuove tecnologie si renderanno disponibili molto prima di quanto la maggior parte delle persone – che intuitivamente pensano al progresso tecnologico in modo lineare – si aspettino. Quest'idea centrale è espressa nella legge di Kurzweil dei Ritorni Accelerati ("Law of Accelerating Returns").
Kurzweil prevede che tra oggi ed il 2050 il progresso medico consentirà alle persone di prolungare radicalmente la durata della vita, preservando al contempo o addirittura migliorando la qualità di vita con l'invecchiamento. Il processo di invecchiamento potrebbe dapprima venir rallentato, poi fermato e poi addirittura invertito man mano che si renderanno disponibili nuove e migliori tecnologie mediche. Kurzweil sostiene che molto di questo si dovrà a progressi nelle nanotecnologie mediche, che consentiranno a macchine microscopiche di spostarsi all'interno del corpo e riparare qualsiasi tipo di danno a livello cellulare. Ma altri conseguenti sviluppi avverranno del campo dei computer man mano che diventeranno sempre più potenti, numerosi ed economici tra oggi ed il 2050. Kurzweil predice che un computer supererà il Test di Turing entro il 2029, dimostrando di possedere una mente (intelligenza, autocoscienza, ricchezza emozionale) indistinguibile da quella umana. Predice che la prima intelligenza artificiale sarà costruita sulla simulazione di un cervello umano, il che sarà reso possibile da una precedente scansione cerebrale basata su nanotecnologie.
Una macchina di intelligenza artificiale potrebbe effettuare l'intera gamma di compiti intellettuali umani e sarebbe al contempo sia emozionale che autocosciente. Kurzweil suggerisce che le intelligenze artificiali diventeranno necessariamente di gran lunga più intelligenti e potenti degli umani non potenziati. Suggerisce che le intelligenze artificiali daranno prova di pensiero morale e rispetteranno gli umani come propri antenati. Secondo le sue previsioni, il confine tra umani e macchine si sfumerà in conseguenza dell'evoluzione tecnologica. Impianti cibernetici aumenteranno fortemente le capacità cognitive e fisiche umane e consentiranno l'interazione diretta tra umani e macchine.
La posizione di Kurzweil come preminente futurologo e transumanista gli ha valso una posizione di grande rilievo nell'ambito delle organizzazioni del settore:
- Nel dicembre del 2004, Kurzweil entrò nel comitato di controllo del Singularity Institute for Artificial Intelligence.[18]
- Nell'ottobre del 2005, Kurzweil si unì alla commissione di consulenza scientifica della Lifeboat Foundation.[19]
- Il 13 maggio 2006, Kurzweil fu il primo oratore al Singularity Summit della Stanford University.[20]

Nel febbraio del 2009, Kurzweil, in collaborazione con Google ed il NASA Ames Research Center, annunciò la creazione della Singularity University. La missione dell'Università è di "radunare, istruire ed ispirare ranghi di dirigenti che lottino per comprendere ed agevolare lo sviluppo delle tecnologie in progresso esponenziale ed applichino, focalizzino e guidino questi strumenti per rispondere alle grandi sfide dell'umanità". Utilizzando come fondamento il concetto di Kurzweil di Singolarità, l'Università, il cui primo corso di 40 allievi ha iniziato il proprio programma di nove settimane nel giugno del 2009, fornisce agli studenti le capacità e gli strumenti per guidare il processo della Singolarità "a beneficio dell'umanità e del suo ambiente". L'Università della Singolarità spazia su studi interdisciplinari in dieci diverse linee scientifiche ed orientate al futuro, con l'insegnamento di esperti dell'industria.

## La posizione sulle nanotecnologie
Kurzweil fa parte del pannello di consulenti scientifici dell'Army Science Advisory Board, ha testimoniato davanti al Congresso sulle nanotecnologie e vede in questa tecnologia un considerevole potenziale per risolvere importanti problemi globali come la povertà, la malattia, i cambiamenti climatici: Nanotech Could Give Global Warming a Big Chill (July, 2006).
Predice che nanorobot saranno utilizzati per riparare il corpo umano e per estendere la durata della vita.
Kurzweil ha sottolineato anche gli estremi pericoli potenziali delle nanotecnologie, ma sostiene che in pratica il progresso non può essere arrestato e che qualsiasi tentativo di farlo ritarderà l'avanzamento delle tecnologie difensive e benefiche più di quanto non farà con quelle pericolose, aumentando il rischio. Sostiene che il ruolo corretto degli organi di controllo sia di accertarsi che il progresso proceda velocemente e in sicurezza. Applica lo stesso ragionamento alle biotecnologie, all'intelligenza artificiale e alla tecnologia in genere.

## La legge dei ritorni accelerati
Nel suo controverso saggio del 2001 "The Law of Accelerating Returns", Kurzweil propone un'estensione della legge di Moore che costituisce la base del concetto di "singolarità tecnologica".

## Predizioni

### L'era delle macchine intelligenti
Kurzweil ottenne probabilmente buona parte della sua credibilità come futurologo dal suo primo libro The Age of Intelligent Machines, scritto tra il 1986 ed il 1989 e pubblicato nel 1990. Prendendo le mosse da "Technologies of Freedom" (1983) di Ithiel de Sola Pool previde il crollo dell'Unione Sovietica a causa delle nuove tecnologie come i telefoni cellulari ed i fax, che avrebbero svuotato il potere degli stati autoritari, arginando il controllo statale sul flusso delle informazioni. Nel libro Kurzweil estrapola anche delle precedenti tendenze dello sviluppo delle prestazioni dei programmi per il gioco degli scacchi predicendo correttamente che un computer avrebbe battuto i migliori giocatori umani entro il 1998, e con tutta probabilità proprio in quell'anno. In effetti, ciò accadde nel maggio del 1997 quando il campione del mondo di scacchi Garry Kasparov fu sconfitto dal computer Deep Blue di IBM in un torneo di scacchi molto pubblicizzato. In modo forse più significativo, Kurzweil previde l'esplosiva crescita mondiale nell'uso di Internet iniziata nel 1990. Al momento della pubblicazione di The Age of Intelligent Machines, c'erano solo 2,6 milioni di utenti di Internet nel mondo, e questo mezzo era costoso, inaffidabile, difficile da utilizzare e povero di contenuti, per cui la previsione di Kurzweil fu quasi divinatoria, dati i limiti della tecnologia in quel momento. Asserì anche che Internet sarebbe esplosa non solo in termini di numero di utilizzatori, ma anche in termini di contenuti, in definitiva consentendo agli utenti accesso "a reti internazionali di librerie, archivi e servizi di informazione". Inoltre, Kurzweil previde correttamente che il modo preferito di accesso ad Internet sarebbe stato attraverso sistemi senza fili, ed ebbe anche ragione nello stimare che questi sarebbero stati concretamente disponibili per un utilizzo diffuso all'inizio del XXI secolo.
Kurzweil previde anche correttamente che, entro la fine degli anni novanta, molti documenti sarebbero esistiti solo su computer o su Internet e che sarebbe stato normale corredarli con suoni, animazioni, video che avrebbero reso impossibile il loro trasferimento in formato cartaceo. Inoltre previde che i telefoni cellulari sarebbero cresciuti in popolarità e diminuiti in dimensioni nel futuro.
Nel 2010 Kurzweil ha rianalizzato le sue precedenti previsioni pubblicate nel '90 con riferimento agli anni Duemila, concludendo che 115 su 147 erano completamente corrette, 12 sostanzialmente corrette e solo 3 errate. Per il 2030 egli prevede che avremo un'intelligenza artificiale capace di superare il Test di Turing, mentre per il 2045 l'intelligenza umana sarà moltiplicata di un miliardo di volte, unendosi con l'AI creata. A partire dal 2030 la vita attesa crescerà di più di un anno all'anno, grazie anche a nanorobot che puliranno le vene.

### L'era delle macchine spirituali
Nel 1999, Kurzweil pubblica un secondo libro intitolato The Age of Spiritual Machines, che approfondisce la spiegazione delle sue idee del futuro. La terza ed ultima sezione del libro è dedicata a delucidare lo specifico andamento degli avanzamenti tecnologici cui Kurzweil predice che il mondo assisterà nel XXI secolo. Intitolata "Affrontare il futuro", la sezione è divisa in quattro capitoli rispettivamente chiamati "2009", "2019", "2029" e "2099". In ciascun capitolo, Kurzweil formula previsioni su come saranno la vita e la tecnologia in quell'anno.
Mentre la realtà delle predizioni di Kurzweil oltre il 2009 non può essere ancora determinata, molte delle idee del capitolo "2009" sono state analizzate. Per cominciare, la previsione di Kurzweil che il 2009 sarebbe stato un anno di continua transizione in cui i drive SSD, memorie per computer a stato solido, avrebbero continuato a soppiantare i vecchi dischi magnetici rotanti appare confutata dal continuo rapido incremento dei dischi fissi in capacità e compattezza, mentre supporti flash di alta capacità non hanno ancora preso piede in applicazioni di grande diffusione.
Cionondimeno, le memorie statiche a stato solido sono il mezzo preferito di memorizzazione in applicazioni di bassa capacità come lettori MP3, giochi tascabili, telefoni digitali e fotocamere digitali, e sono sempre di più proposti in sostituzione ai dischi rigidi in computer portatili e Ultrabook. Inoltre il prezzo è significativamente sceso, in alcuni casi anche a meno di 1€/GB.
Per contro, Kurzweil ha correttamente predetto la crescente ubiquità di accessi ad Internet e periferiche per computer senza fili. Forse di maggiore importanza, Kurzweil presagì la crescita esplosiva nel file sharing peer-to-peer e l'emergere di Internet come uno dei principali canali per il commercio e per l'accesso a media come film, programmi televisivi, giornali, testi di riviste e musica. Ha anche sostenuto che circuiti integrati tridimensionali per computer sarebbero stati di uso comune dal 2009, anche se i circuiti più vecchi, bidimensionali, sarebbero stati ancora predominanti. Benché IBM abbia recentemente sviluppato la necessaria tecnologia di sovrapposizione dei circuiti integrati e annunciato piani per iniziare ad utilizzare circuiti tridimensionali nei suoi supercomputer e per applicazioni di comunicazione wireless, la sovrapposizione di circuiti rimane nel 2009 una tecnologia di basso volume.

### La singolarità è vicina
Benché questo libro si concentri sul futuro della tecnologia e della razza umana come avevano fatto in precedenza The Age of Intelligent Machines e The Age of Spiritual Machines, Kurzweil fa pochissime predizioni concrete a breve termine in La singolarità è vicina, mentre sono presenti in abbondanza visioni di lungo termine. K. ha recentemente discusso la singolarità per Vice Magazine ed è stato ripreso per un documentario per la rete di riviste online VBS.tv.

## Su nutrizione, salute e stile di vita
Kurzweil ammette di non essersi particolarmente curato della propria salute fino all'età di 35 anni, quando gli fu diagnosticata un'intolleranza al glucosio, una forma embrionale di diabete di tipo II (un fattore di rischio significativo di malattie cardiache). Kurzweil trovò allora un medico che condivide le sue credenze non convenzionali con cui sviluppare un regime estremo che comprende centinaia di pillole, trattamenti chimici endovenosi, vino rosso e vari altri metodi per tentare di vivere più a lungo.
Kurzweil crede che progressi tecnologici radicali compiuti durante tutto il XXI secolo culmineranno alla fine nella scoperta di mezzi per invertire il processo di invecchiamento, per curare qualsiasi malattia e per rimediare a ferite attualmente irreparabili. Kurzweil si è quindi focalizzato su uno stile di vita mirante ad aumentare le sue probabilità di vivere abbastanza da vedere il giorno in cui la scienza potrà renderlo immortale. Kurzweil la definisce la strategia di "un ponte fino a un ponte fino a un ponte": il primo ponte per una vita più lunga è la sua dieta, mentre il secondo ed il terzo ponte sono basati rispettivamente su biotecnologie avanzate e su nanotecnologie che ancora non sono state inventate. Kurzweil crede che queste consentiranno durate di vita umana progressivamente maggiori fino al punto dell'immortalità e che attuare con successo il primo ponte ora consenta di raggiungere il secondo in futuro, il quale permetterà di arrivare fino al terzo.
Alcuni elementi dello stile di vita di Kurzweil sono convenzionali: fa esercizio regolarmente, non mangia in eccesso e non abusa di droghe. Al contrario, molti altri sono controversi e possono essere spiegati con la sua ossessione di poter vivere più a lungo possibile. Kurzweil assume "250 supplementi, da 8 a 10 bicchieri di acqua alcalina e dieci tazze di tè verde" al giorno e beve numerosi bicchieri di vino rosso a settimana nello sforzo di "riprogrammare" la sua biochimica. Successivamente ha ridotto il numero di pillole di integratori a 150.
Benché ciò non sia confermato scientificamente, Kurzweil ed altri credono che assumere grandi quantità di acqua sia necessario per rimuovere le tossine dal corpo e che l'acqua alcalina consenta al corpo di conservare enzimi importanti utilizzati per neutralizzare scorie acide metaboliche. Per questa ragione, Kurzweil aborre le bibite ed il caffè, entrambi acidi. Kurzweil crede che le bevande acide deprivino le riserve di enzimi detossificanti. Kurzweil ha ricevuto critiche da nutrizionisti e scienziati per il suo supporto ai presunti benefici per la salute dell'acqua alcalina e per altre credenze non convenzionali ed ha risposto a queste critiche su Internet. Il tè verde ed il vino rosso contengono antiossidanti che neutralizzerebbero i radicali liberi. Kurzweil consuma vino rosso anche perché contiene resveratrolo, che secondo alcune ricerche potrebbe aiutare a combattere le malattie cardiache, ma che secondo altre sarebbe anche un potenziatore del carcinoma mammario, il che potrebbe di fatto sovrastare qualsiasi ipotetico beneficio. Kurzweil assume anche pillole contenenti elevate concentrazioni di questo composto poiché il quantitativo presente nel vino rosso è praticamente nullo.
Durante i week-end, Kurzweil si sottopone anche a trasfusioni endovenose di cocktail di prodotti chimici che ritiene riprogrammeranno la sua biochimica. Misura regolarmente la composizione chimica dei suoi fluidi corporei, si sottopone ad esami preventivi per numerose malattie e disturbi e registra dettagliatamente tutti i cibi che assume. Da ultimo, Kurzweil consuma solo cibi biologici con un basso carico di grassi e sostiene che siano passati anni dall'ultima volta in cui ha ingerito qualcosa che contenesse zucchero. Kurzweil considera malsani i cibi ricchi di zucchero e carboidrati in quanto causano picchi dei livelli di glucosio ed insulina nel sangue, causando problemi di salute a lungo termine. Consuma invece principalmente verdura, carni magre, tofu e carboidrati a basso contenuto glicemico, ed utilizza solo olio extra vergine di oliva per cucinare. Kurzweil consuma anche diligentemente cibi ricchi di acidi grassi Omega-3 (compresi piccoli salmoni selvaggi).
Inoltre, Kurzweil considera prioritario concedersi un quantitativo di sonno sufficiente per la salute fisica e psicologica e mantiene bassi livelli di stress mediante la meditazione e sottoponendosi settimanalmente a massaggi. Fa esercizio quotidianamente camminando, andando in bicicletta ed utilizzando macchinari da palestra, ma sconsiglia forme di allenamento ad elevato impatto. Kurzweil sostiene che i suoi rigorosi sforzi abbiano dato risultati positivi, portando ad esempio il suo socio nel commercio di vitamine che sostiene che la sua "età biologica" sia di oltre un decennio inferiore di quella anagrafica. In effetti, Kurzweil sostiene che il suo regime salutistico personale abbia effettivamente rallentato il suo invecchiamento. Consiglia anche un peso corporeo leggermente sotto la media in quanto questo conferirebbe alcuni dei benefici in termini di allungamento della vita dovuto a una drastica riduzione calorica.
Kurzweil si è iscritto alla Alcor Life Extension Foundation, una società di crioconservazione. In caso di sua morte, il corpo di Kurzweil verrà conservato congelandolo in azoto liquido e conservato in una struttura dell'Alcor nella speranza che la tecnologia medica futura sarà in grado di riportarlo in vita.
Kurzweil è autore di tre libri sugli argomenti della nutrizione, della salute e dell'immortalità: The 10% Solution for a Healthy Life (La soluzione 10% per una vita sana"), Fantastic Voyage: Live Long Enough to Live Forever (Viaggio fantastico: vivere abbastanza a lungo da poter vivere per sempre) e TRANSCEND: Nine Steps to Living Well Forever Archiviato il 26 ottobre 2014 in Internet Archive.. In tutti, raccomanda che altre persone imitino le sue pratiche salutiste al meglio delle loro possibilità.
Kurzweil ed il suo attuale medico "anti-invecchiamento", il Dott. Terry Grossman, gestiscono due siti web che promuovono il loro primo e secondo libro, e vendono i loro "prodotti per la longevità", parecchi dei quali sono anche menzionati negativamente su siti per la tutela da frodi mediche e farmacologiche.

## La posizione sulla religione
Benché i genitori di Kurzweil fossero ebrei, fu allevato come universalista unitario ed esposto a molte diverse credenze in giovinezza. Kurzweil pronunciò nel 2007 un discorso alla United Church of Christ ad Hartford (Connecticut), insieme a Barack Obama, allora candidato presidenziale. In The Singularity is Near esprime il bisogno di una nuova religione basata sul principio del mutuo rispetto tra le forme di vita cosciente e del principio del rispetto per la conoscenza. Questa religione non avrebbe un capo, ma sarebbe puramente personale per ciascun aderente.
Secondo Kurzweil “Il ruolo principale della religione tradizionale è la razionalizzazione della morte- cioè razionalizzare la tragedia della morte come una cosa positiva. Allo scopo di beneficiare di ciò che la Singolarità può portare, dobbiamo superare la nostra razionalizzazione della morte. Dobbiamo spazzare la religione tradizionale fuori dalla nostra strada.”
"La tradizione religiosa tenta di rallentare l'innovazione tecnologica, i transumanisti accusano i rappresentanti religiosi di rivestire un interesse nel monopolio ideologico su argomenti come morte ed immortalità. Uno degli impedimenti al progresso verso l'immortalità cibernetica è la religione, sostengono. La religione si frappone e minaccia di arrestare il progresso: questo perché la religione ha cercato tradizionalmente di fornire un palliativo alle persone di fronte alla morte. La religione porta accettazione della morte, e con tale accettazione porta conforto. Pronto a combattere contro la religione tradizionale, Kurzweil in stile prometeico vuole eludere la morte ed usare le nanotecnologie come arma per sconfiggerla." 

## Le critiche
Anche oltre le discussioni filosofiche sul fatto se una macchina possa "pensare" (v. Philosophy of artificial intelligence), le idee di Kurzweil hanno attratto molte critiche da parte della comunità scientifica e sui media. Mitch Kapor, fondatore di Lotus Development Corporation, ha definito la nozione di una singolarità tecnologica come "Progetto Intelligente per gente con quoziente di intelligenza 140... quest'idea che staremmo arrivando ad un punto oltre il quale tutto sarà semplicemente inimmaginabilmente diverso- è fondamentalmente trainata, secondo me, da un impulso religioso. E tutto questo agitarsi frenetico non può nasconderlo"
Il pioniere della realtà virtuale Jaron Lanier è stato uno dei più forti critici delle idee di Kurzweil, che ha descritto come “totalitarismo cibernetico" ed ha descritto la sua visione della cultura che circonda le predizioni di Kurzweil in un saggio per Edge.org intitolato One Half of a Manifesto.
Il premio Pulitzer Douglas Hofstadter, autore di Gödel, Escher, Bach: un'eterna ghirlanda brillante, ha detto dei libri di Kurzweil's e Hans Moravec: "È come se prendeste un mucchio di ottimo cibo ed un po' di escrementi di cane e li mischiaste al punto di non poter assolutamente più distinguere ciò che è buono e cattivo. È una mistura inestricabile di spazzatura e buone idee, ed è difficilissimo districarle tra loro perché queste sono persone intelligenti; non sono degli stupidi"
Benché l'idea di una singolarità tecnologica sia un concetto caro alla fantascienza, alcuni autori come Neal Stephenson e Bruce Sterling hanno espresso scetticismo sulla sua realistica plausibilità. Sterling ha espresso le sue idee sullo scenario della singolarità in una conferenza alla Long Now Foundation intitolata The Singularity: Your Future as a Black Hole (La singolarità: il vostro futuro come un buco nero). Altri pensatori di spicco nell'Intelligenza Artificiale, filosofi e scienziati di computer come Daniel Dennett, Rodney Brooks, e David Gelernter hanno criticato le proiezioni di Kurzweil.
Bill Joy, cofondatore della Sun Microsystems, concorda con lo sviluppo temporale di Kurzweil sul progresso futuro ma pensa che tecnologie come l'intelligenza artificiale, le nanotecnologie e le biotecnologie avanzate creeranno un mondo distopico.
Daniel Lyons, scrivendo su Newsweek, ha criticato Kurzweil per alcune delle sue predizioni risultate sbagliate; come ad esempio che l'economia avrebbe continuato ad espandersi dopo la bolla delle Dot-Com del 1998 fino a tutto il 2009, o che una società statunitense avrebbe raggiunto una capitalizzazione di oltre un trilione di dollari; o che un supercomputer avrebbe raggiunto la potenza di calcolo di 20 petaFLOPS, o che il riconoscimento vocale sarebbe stato di uso comune mentre sarebbero esistite automobili in grado di circolare autonomamente usando sensori installati sulle strade, tutto questo entro il 2009. All'accusa che un computer da 20 petaflop non fosse stato prodotto entro il termine predetto, Kurzweil ha risposto di considerare Google un supercomputer gigante e che esso ha una potenza di 20 petaflops.
Il biologo P.Z. Myers ha criticato le predizioni di Kurzweil dicendole basate più su uno "spiritualismo New Age" che sulla scienza e sostiene che Kurzweil non padroneggia i fondamenti della biologia. Myers sostiene inoltre che Kurzweil sceglie e menziona solo gli eventi che sembrano supportare la sua idea di una crescita tecnologica esponenziale che dovrebbe portare ad una singolarità, mentre ignora eventi che non vi si conformano.